# Gendarmerie de France
 (janvier 2022).
Si vous disposez d'ouvrages ou d'articles de référence ou si vous connaissez des sites web de qualité traitant du thème abordé ici, merci de compléter l'article en donnant les références utiles à sa vérifiabilité et en les liant à la section « Notes et références ».

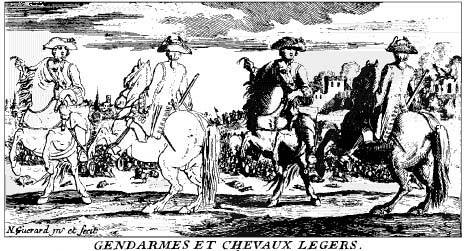
Gendarmes à cheval vers 1760 ; gravure tirée de L’école de Mars de Manesson Mallet.

La gendarmerie de France, dite aussi gendarmerie d'ordonnance, est une unité militaire de la France d'Ancien Régime.

## Historique du corps
La gendarmerie est l'héritière des unités de gens d'armes, c'est-à-dire des cavaliers en armures des armées des XVe et XVIe siècles. Ces cavaliers étaient alors rassemblés dans des compagnies d'ordonnance créées le 26 mai 1445 et se distinguaient du reste de la cavalerie, dite par extension « cavalerie légère ». Dans les compagnies d'ordonnance étaient mêlés des gendarmes et des archers, cavaliers légers chargés de les seconder. Au fur et à mesure du XVIIe siècle, la différence pratique entre cavalerie lourde et légère disparut. Néanmoins, ils restaient distincts dans leur organisation. La première ordonnance concernant la gendarmerie de France date de 1665.
La gendarmerie de France continua en effet à rester organisée en compagnies et non en régiments comme la cavalerie légère. Ces compagnies n'étaient pas soumises au colonel général de la cavalerie. Ces compagnies étaient de deux types : de gendarmes proprement dit et de chevau-légers, successeurs des archers des compagnies d'ordonnance. La gendarmerie de France ne faisait pas à proprement parler partie de la maison militaire du roi, mais elle restait un corps privilégié, semblable aux Gardes-Françaises dans l'infanterie. Le privilège de disposer d'une compagnie de gendarmes était réservé au roi et aux fils et petit-fils de France, ce qui explique le surnom de Gendarmerie du roi et des princes. Le nombre des compagnies de la gendarmerie dépend donc de la faveur royale. Seules les quatre premières, qui forment la grande gendarmerie, sont permanentes, les autres n'étant créées que pour certains princes.
Appartenir à la gendarmerie était considéré comme un grand honneur : la plupart des guidons (grade correspondant à l'actuel sous-lieutenant) étaient recrutés parmi les capitaines d'autres régiments. Les gendarmes du rang et les bas-officiers (nos actuels sous-officiers) ne pouvaient espérer devenir officiers. En effet les grades des compagnies étaient vénaux, ce qui réservait leur achat à une certaine élite économique.[non pertinent]
En 1720, la maréchaussée de France, corps chargé de maintenir l'ordre sur les chemins, fut rattachée sous le ministère de Claude Le Blanc au commandement organique de la gendarmerie de France. Le roi Louis XV laissa la petite gendarmerie à la disposition de son beau-père le roi Stanislas Leszczyński. Ces compagnies, en garnison à Lunéville furent surnommées gendarmerie de Lunéville. En 1763, les compagnies de chevau-légers sont réunies aux compagnies de gendarmes, diminuant le nombre de compagnies de gendarmerie. En 1788, la gendarmerie de France est dissoute.
À la veille de sa suppression, la gendarmerie de France comptait huit compagnies :
- Grande gendarmerie ;
  - Gendarmes écossais,
  - Gendarmes anglais,
  - Gendarmes bourguignons,
  - Gendarmes des Flandres.
- Petite gendarmerie ;
  - Gendarmes de la Reine, corps créé pour la reine Marie-Thérèse ,
  - Gendarmes dauphins, corps créé pour Louis de France, dit le Grand Dauphin,
  - Gendarmes de Berry[Note 1], corps créé pour le duc de Berry,
  - Gendarmes d'Artois, corps créé pour le comte d'Artois, frère du roi Louis XVI,
  - Gendarmes d'Anjou, corps créé 1647 - 1660 renommé Gendarmes d'Orléans - 1775 licenciement.

En 1791, l'Assemblée législative supprime la maréchaussée et la remplace par la gendarmerie nationale. Le nom de gendarmerie était repris de celui de la gendarmerie de France, dont dépendait la maréchaussée, mais il ne faut pas voir dans ce corps le prédécesseur de l'actuelle gendarmerie.

## Équipement

### Étendards
Les dénominations sont celles de l’année 1740.
Les étendards de la compagnie de Gendarmes d’Anjou et des 6 compagnies de chevau-légers (La Reine, dauphins, Bretagne, Anjou, Orléans et Berry) ne sont pas représentés.

Étendards des compagnies du Roi
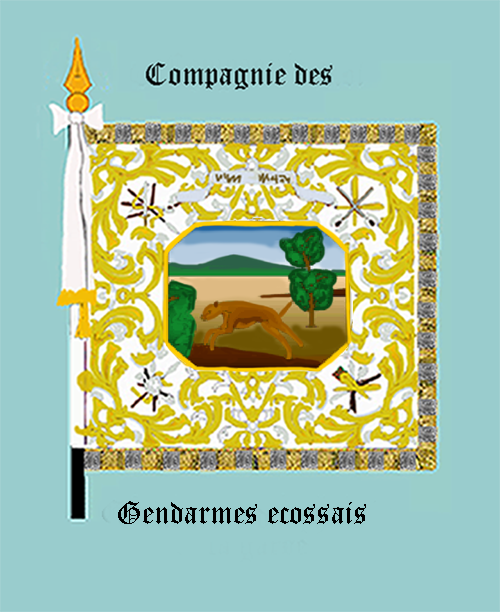
Gendarmes écossais, avers
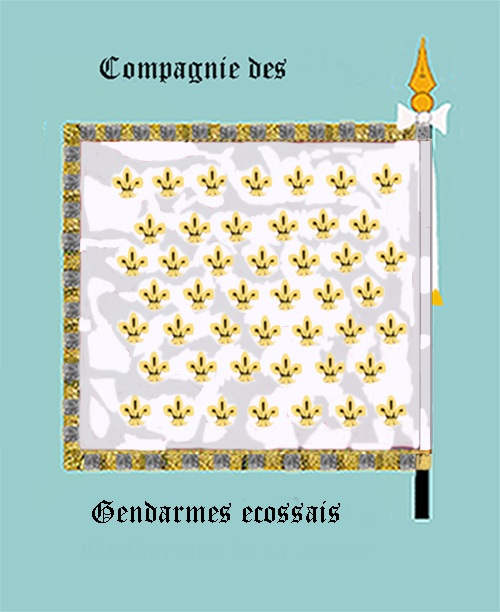
Gendarmes écossais, revers
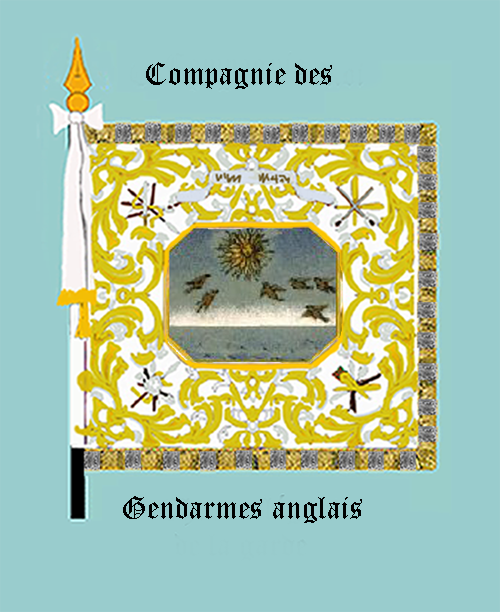
Gendarmes anglais, avers
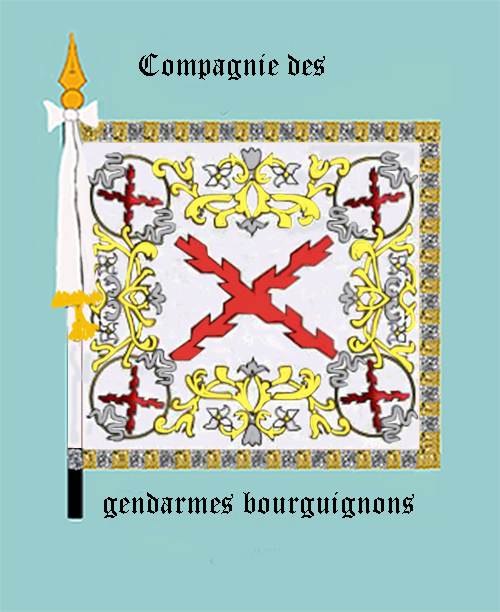
Gendarmes bourguignons, avers
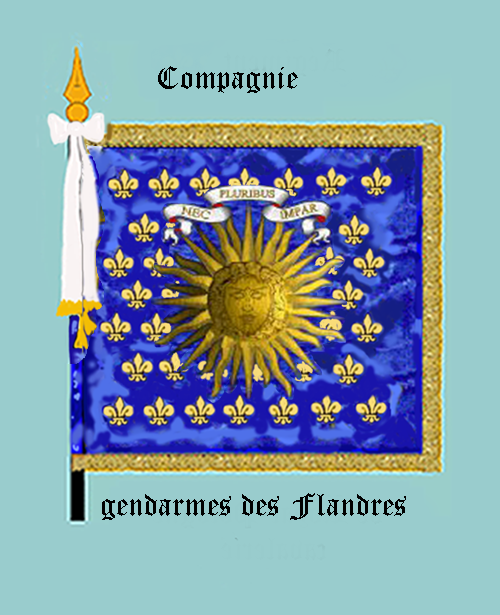
Gendarmes de Flandres, avers

Gendarmes écossais : Étendard de soie blanche avec un grand chien courant dans une plaine, et ces mots pour devise In omni modo fidelis (« Fidèle de toutes les manières »).
Gendarmes anglais : a son étendard de soie blanche avec un Soleil et 7 aiglons qui volent vers lui, et ces mots pour devise Tuus ad te nos vocat ardor.
Gendarmes bourguignons : a son Étendard de soie blanche avec une grande croix de Bourgogne au milieu, et 4 petites dans les angles de l’étendard, sans Inscription, brodé et frangé d’or et d’argent.
Gendarmes de Flandres : a son Étendard de soie bleue avec un Soleil rayonnant en pleine campagne, et ces mots pour devise Nec pluribus impar, brodé et frangé d’or et d’argent.

Étendards des compagnies de Gendarmes
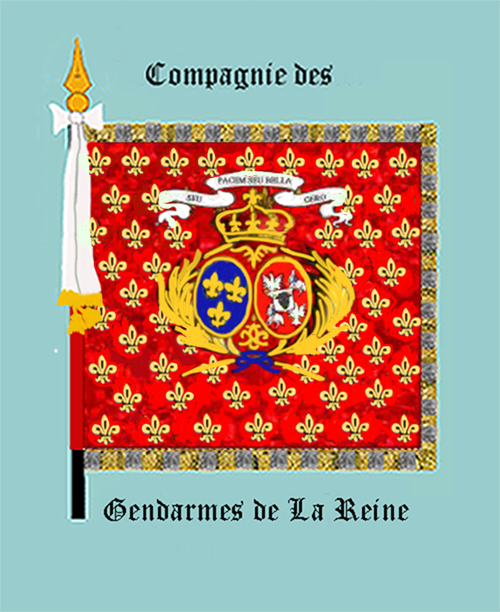
Gendarmes de La Reine, avers
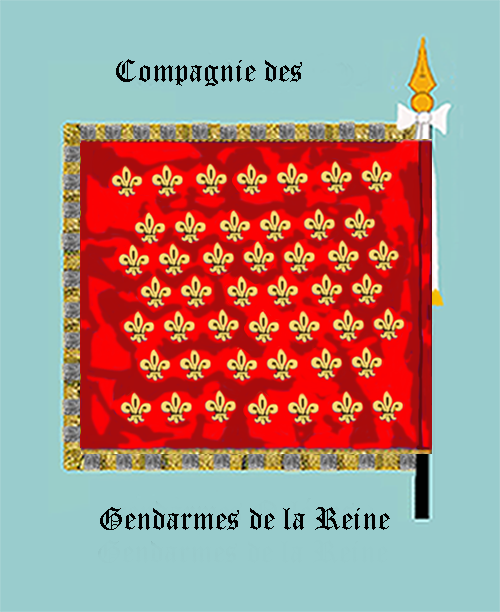
Gendarmes de La Reine, revers
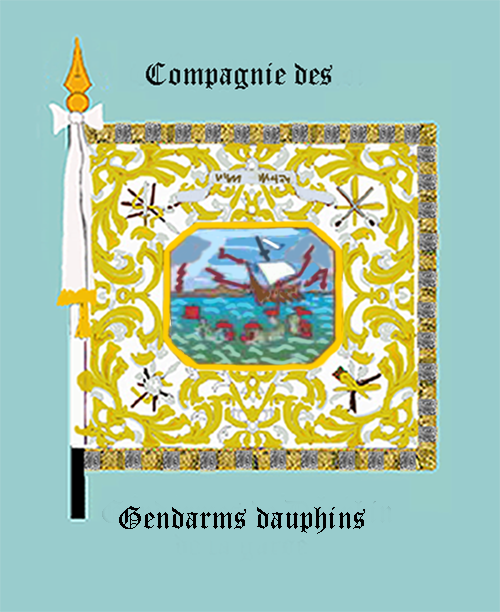
Gendarmes dauphins, avers
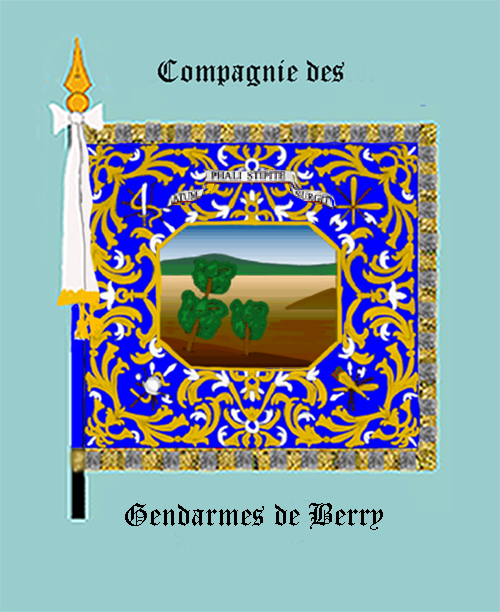
Gendarmes de Berry, avers
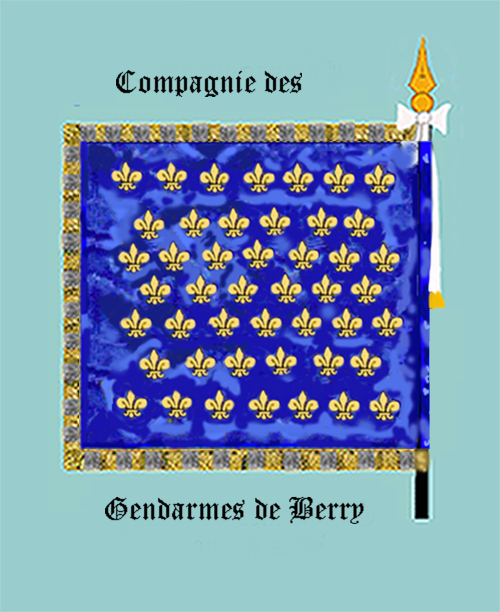
Gendarmes de Berry, revers

Gendarmes de La Reine : a son étendard de soie rouge, avec les armes de la reine couronnées et accolées de palmes et ces mots pour devise Seu Pacem, seu Bella gero « Je sers dans la paix, aussi bien que dans la guerre », brodé et frangé d’or et d’argent.

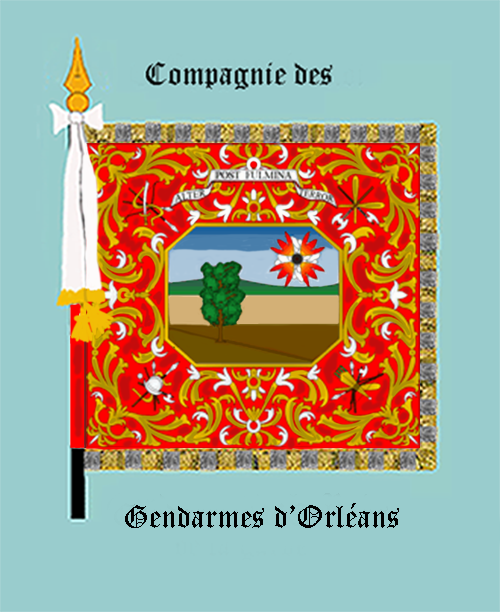
Gendarmes d’Orléans, avers
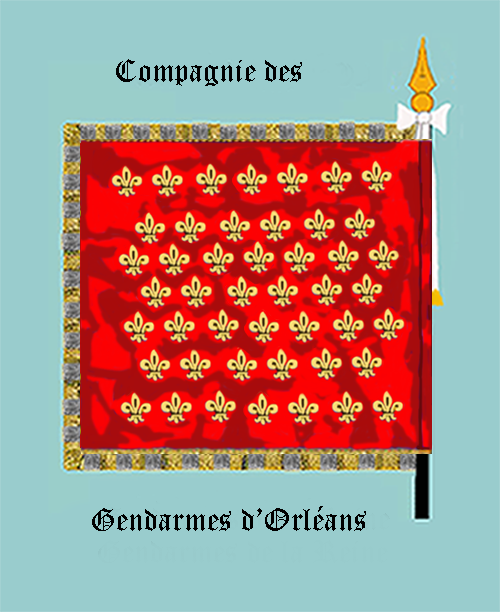
Gendarmes d’Orléans, revers
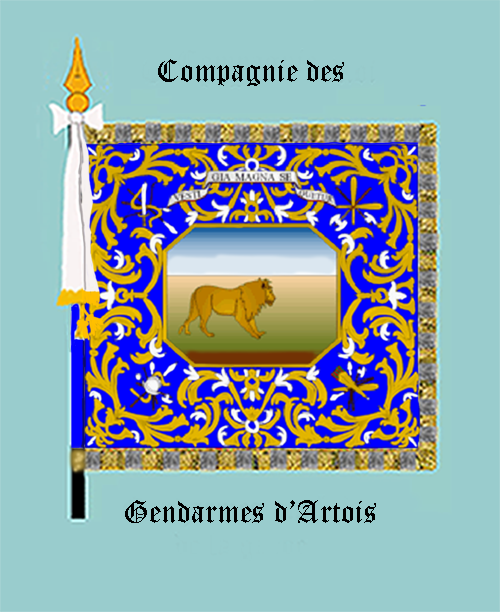
Gendarmes d'Artois, avers

### Habillement

Uniformes de gendarme en 1764
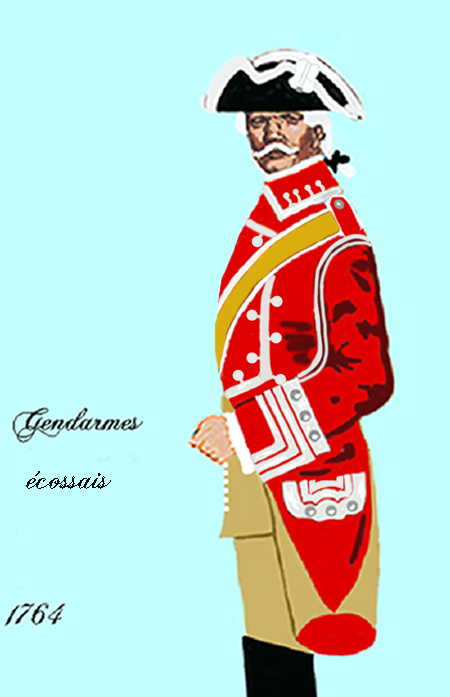
compagnie des Gendarmes écossais
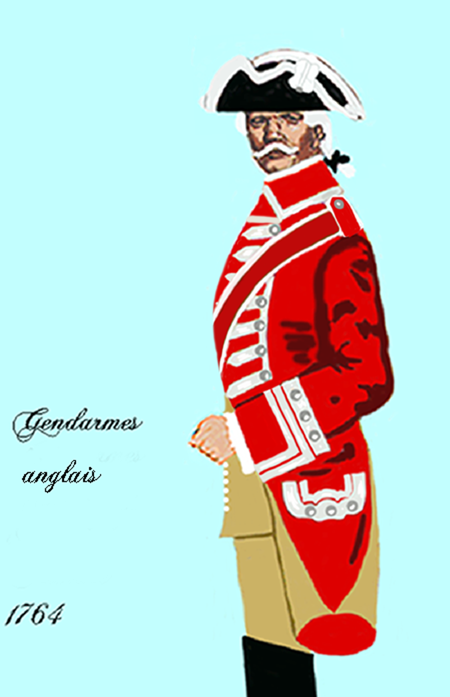
compagnie des Gendarmes anglais
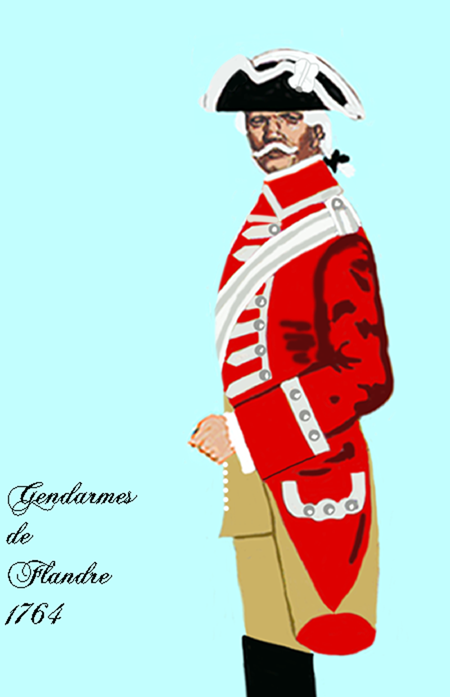
compagnie des Gendarmes de Flandres
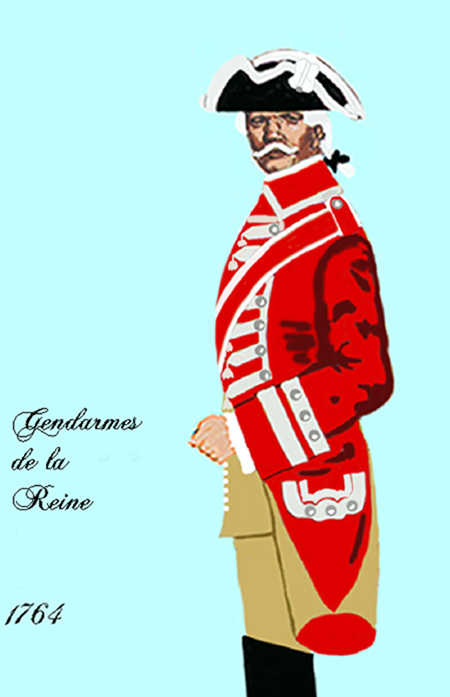
compagnie des Gendarmes de La Reine
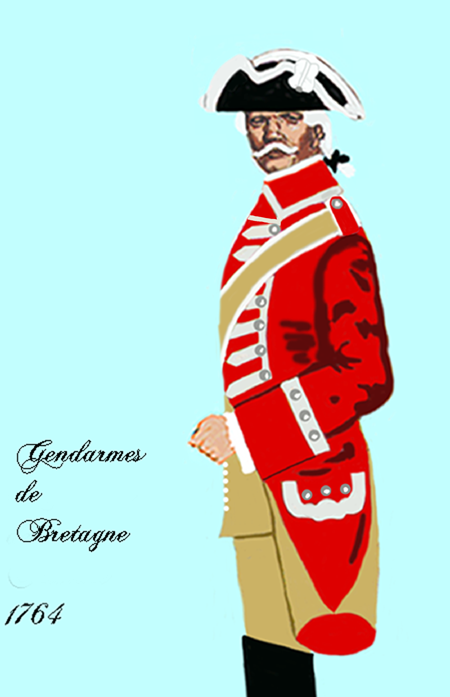
compagnie des Gendarmes de Bretagne
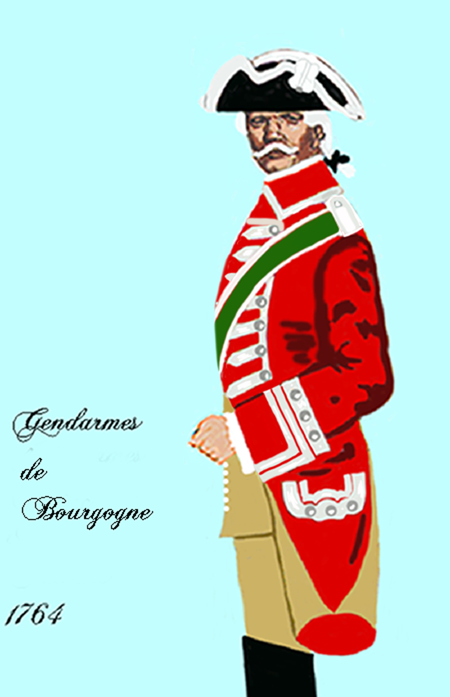
compagnie des Gendarmes de Bourgogne

Uniforme de gendarme en 1776
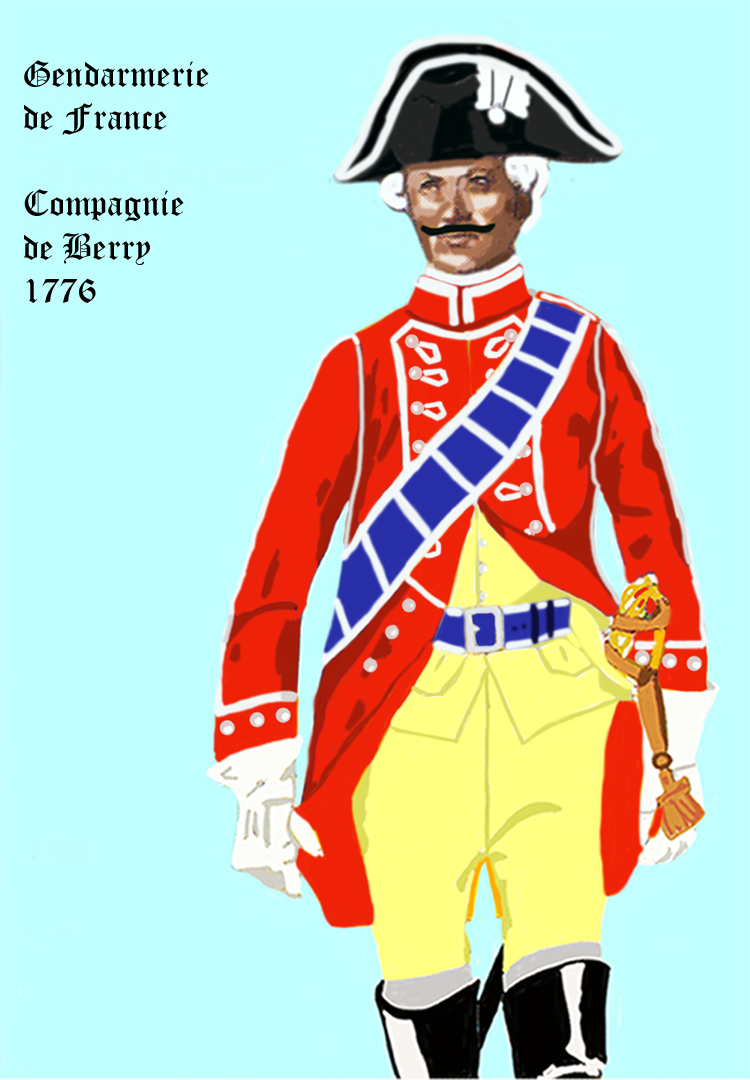
compagnie de Berry en 1776

## Historique des compagnies
(mai 2021).

### Compagnie des Gendarmes écossais
Créée en 1422 sous la dénomination « Cent Hommes d’armes » pour la garde du roi Charles vii

#### Capitaines-lieutenants

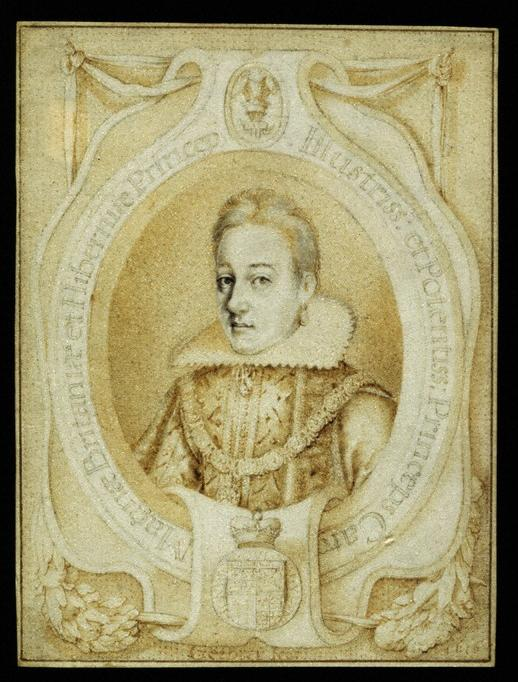
Balthazar Gerbier, Charles Stuart, prince de Galles (1616), Londres, Victoria and Albert Museum.

- 1422 : Jean Stuart, comte de Boucan.
- 1429 : Jean Stuart d’Aubigny.
- 1455 : Robert Stuart d’Aubigny, maréchal de France en 1515.
- 1495 : Jacques Hamilton, comte d’Aran.
- 4 décembre 1512 : Jean Stuart, comte d’Aubigny.
- mars 1544 : Robert Stuart, comte d’Aubigny, maréchal de France en 1515.
- 1567 : Jean Stuart, comte d’Aubigny.
- 1601 : Henri Stuart, prince d’Écosse.
- 1620 : Charles Stuart, prince d’Écosse, roi d’Angleterre en 1620 sous le nom de Charles Ier.
- 1625 : Georges Gordon, marquis de Huntley.
- 1648 : Jacques Stuart, duc d’York, roi d’Angleterre en sous le nom de Jacques II.
- 16 décembre 1665 : Étienne Texier, bailli d’Hautefeuille.
- 20 janvier 1676 : Charles Emmanuel Philibert de Simiane-Piannezzi, marquis de Livourne.
- août 1682 : N. de Vaudray, marquis de Mouy.
- 18 mai 1692 : François de La Rochefoucauld, comte de Roucy.
- avril 1707 : Louis de Mailly, prince d’Orange, marquis de Nesle.
- 1714 : N., comte de Mailly.
- 23 juillet 1733 : Louis de Mailly, comte de Rubempré.
- 11 janvier 1742 : Joseph Augustin, comte de Mailly Haucourt, maréchal de France en 1783.
- 1750 : Louis Marie, marquis de Mailly.
- 1770 : Charles Eugène Gabriel de La Croix, marquis de Castries, maréchal de France en 1783.

### Compagnie des Gendarmes anglais
Cette compagnie, venant d’Angleterre, est créée par Louis XIV en 1667.

#### Capitaines-lieutenants
- 28 novembre 1667 : Georges Hamilton, comte d’Albercorne, brigadier le 12 mars 1675, maréchal de camp le 25 février 1676, mort le 1er juin 1676.
- 1675 : N., comte de La Guette.
- 1689 : N., chevalier de Crosly.
- 1692 : N., chevalier de Béthomas.
- 1er novembre 1693 : Eugène Marie de Béthizy, marquis de Mézières, né le 10 mai 1656, brigadier le 3 janvier 1696, maréchal de camp le 26 octobre 1704, lieutenant général des armées du roi le 29 mars 1710, mort le 24 avril 1721.
- février 1706 : N. de Forbin, chevalier de Jeanson.
- 1715 : N., marquis de Verderonne.
- 12 septembre 1726 : Paul Jérôme Phélippeaux, marquis de Pontchartrain.
- 21 février 1740 : Alexandre de Saint-Quintin, marquis de Saint-Quintin puis comte de Blet en 1730, brigadier le 20 février 1743, déclaré maréchal de camp le 1er juin par brevet du 1er mai, mort le 23 février 1748 âgé de 46 ans.
- 11 juin 1745 : Louis, marquis de Colbert-Lignières, né le 8 avril 1709, déclaré brigadier en novembre 1744 par brevet du 2 mai, maréchal de camp le 1er janvier 1748, mort le 24 juillet 1761.
- 1er janvier 1748 : Louis Nicolas, marquis d'Auvet, déclaré brigadier le 16 août 1745 par brevet du 10 mai, déclaré maréchal de camp en décembre 1748 par brevet du 10 mai lieutenant général des armées du roi le 17 décembre 1759.
- décembre 1748 : N. , vicomte de Courteaumer.
- 1755 : N., comte de Lannoy.
- 1761 : Marc Antoine, comte de Custine.
- 1762 : N., marquis de Castellane.
- 3 janvier 1770 : Jean Thérèse Louis de Beaumont, marquis d’Autichamp.

### Compagnie des Gendarmes bourguignons
Créée compagnie de chevau-légers de Bourgogne en 1668 par Louis XIV, et renommée « Gendarmes bourguignons » le 25 août 1674.

#### Capitaines-lieutenants
- 1er avril 1668 : N. de Chaumejean, chevalier de Fourilles.
- 24 avril 1670 : Victor Maurice, comte de Broglie, né le 12 mars 1647, brigadier le 12 mars 1675, maréchal de camp le 25 février 1677, lieutenant général des armées du roi le 24 août 1688, maréchal de France le 2 février 1724, mort le 4 août 1727 âgé de 88 ans.
- 13 janvier 1683 : Jean René Bazan, marquis de Flamenville, brigadier le 30 mars 1693, maréchal de camp le 29 janvier 1702, lieutenant général des armées du roi le 26 octobre 1704, mort le 14 avril 1715.
- 29 janvier 1702 : N. des Essarts, comte de Linières.
- 1707 : N., marquis de Renty.
- 10 juin 1713 : Charles Gabriel de Belzunce, chevalier de Belzunce puis marquis de Castelmoron en octobre 1712, brigadier le 1er février 1719, maréchal de camp le 20 février 1734, lieutenant général des armées du roi, mort le 4 avril 1739 âgé de 58 ans.
- 1er janvier 1735 : N. de Belzunce, comte de Castelmoron.
- 30 septembre 1741 : Louis Jacques de Calonne, marquis de Courtebonne, né le 2 juin 1699, brigadier le 1er juin 1740, déclaré maréchal de camp le 13 août 1744 par brevet du 2 mai, mort le 11 août 1753.
- 2 mai 1744 : N. Le Bret, comte de Selles.
- 22 juillet 1758 : Claude Constant César, comte d’Houdetot.
- novembre 1761 : N., comte de Lyons.
- 1764 : N. de Fougières.
- 1767 : N., marquis de Lambertye.
- 3 janvier 1770 : François Gilbert Colbert de Saint-Pouanges, comte de Chabanais.
- 1773 : N., marquis de Mirville.
- 1776 : Louis Jacques de Chapt, comte de Rastignac.
- 1780 : N. de La Brousse, marquis de Verteillac.
- 1783 : N., marquis de Mirville.
- 1784 : N., comte d’Herculais.

### Compagnie des Gendarmes de Flandres
Créée en 1673 par Louis XIV.

#### Capitaines-lieutenants

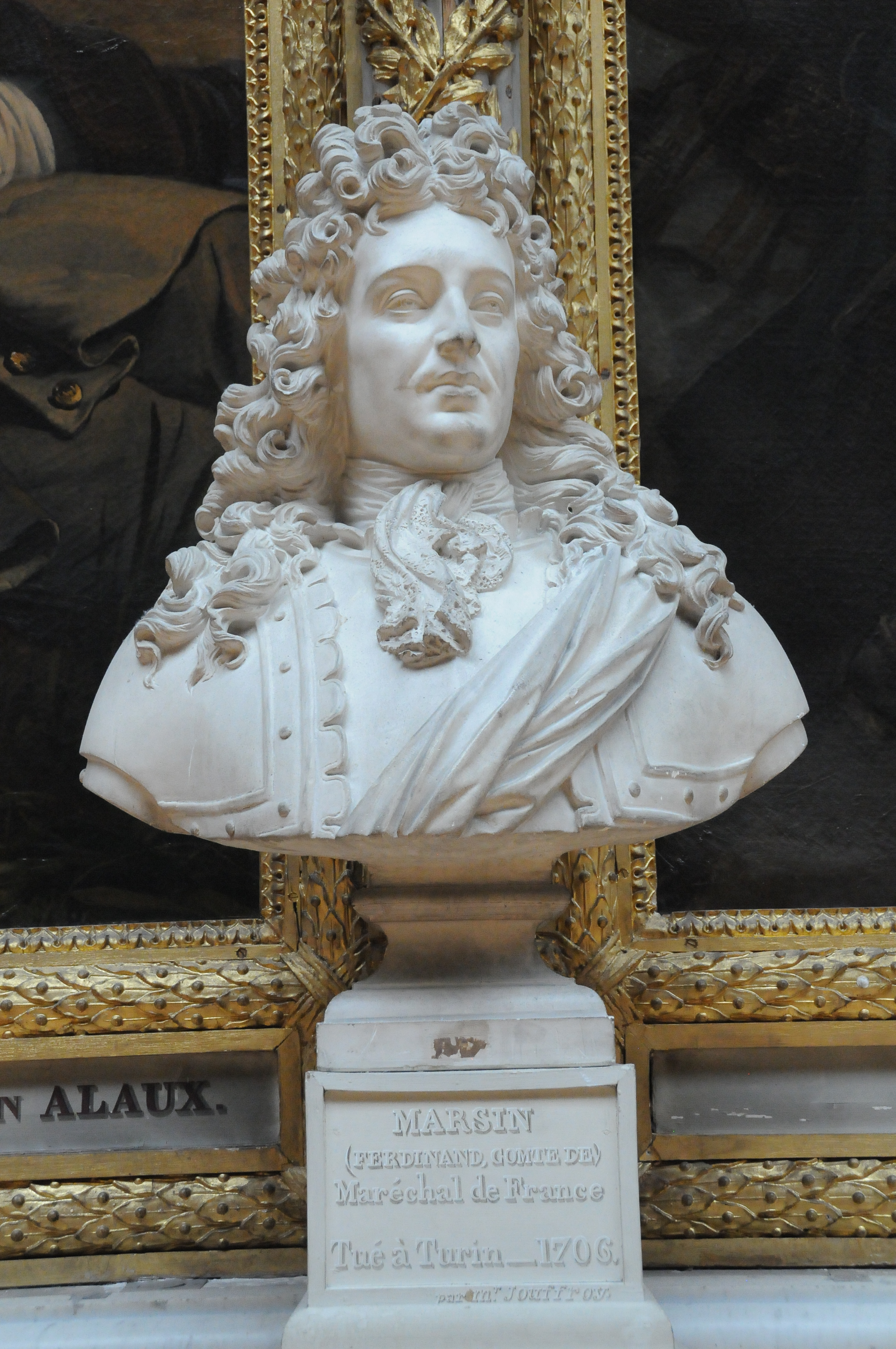
François Jouffroy, Ferdinand, comte de Marsin, maréchal de France (1842), château de Versailles.

- 12 avril 1673 : Ferdinand, comte de Marsin, né le 10 février 1656, brigadier le 24 août 1688, maréchal de camp le 30 mars 1693, lieutenant général des armées du roi le 28 juin 1701, maréchal de France le 12 octobre 1703, mort le 9 septembre 1706.
- 15 mars 1698 : Barthélemy de La Rochefoucauld, chevalier de Roye puis marquis de La Rochefoucauld en 1713 par mariage, brigadier le 10 février 1704, maréchal de camp le 29 mars 1710, lieutenant général des armées du roi le 30 mars 1720, mort le 3 novembre 1724 âgé de 51 ans.
- 12 septembre 1716 : Henri Charles de Saulx, comte de Tavannes.
- 14 juin 1723 : Guillaume Antoine de Beauvoir, comte de Chatellux.
- 25 novembre 1734 : Henri Louis, chevalier d’Aguesseau.
- 2 mai 1744 : N. Barentin de Montchal.
- 20 janvier 1747 : Charles, marquis de Lespéroux.
- 10 février 1759 : Joseph Marie, comte de Lordat, brigadier le 20 février 1761, maréchal de camp le 25 juillet 1762.
- 22 mai 1760 : Claude Charles Louis Destutt, marquis de Tracy, né en 1723, brigadier le 10 février 1761, déclaré maréchal de camp en mai 1763 par brevet du 25 juillet 1762.
- 25 juillet 1762 : N., comte d’Aigreville.
- 1765 : N., comte de Rouhault.
- 1770 : N., vicomte de La Rivière.
- 1771 : N., marquis de Mornay.
- 1780 : N., marquis de Mirville.
- 1783 : N., comte d’Herculais.
- 1784 : N., comte de Lambertye.

### Compagnie des Gendarmes de La Reine
Créée en 1660 par Louis XIV pour la reine Marie-Thèrèse d’Autriche.

#### Capitaines-lieutenants
- 13 mai 1661 : N., marquis de Garo.
- 21 mai 1677 : Pierre, marquis de Lannion, brigadier le 24 août 1688, maréchal de camp le 30 mars 1693, lieutenant général des armées du roi le 29 janvier 1702, mort le 26 mai 1717 âgé de 75 ans.
- 30 mars 1693 : N., marquis de Lanmary.
- 8 novembre 1702 : René de Charlus, marquis de Vertilly.
- mars 1705 : N., marquis de Tournemine.
- 26 septembre 1709 : François Louis de Monstiers, marquis de Mérinville.
- 6 mars 1719 : Francois Louis Martial de Monstiers, marquis de Mérinville, brigadier le 1er août 1734, maréchal de camp le 1er janvier 1740.
- 21 février 1741 : Charles Marie, marquis de Choiseul-Beaupré, né le 8 septembre 1698, brigadier le 1er janvier 1740, déclaré maréchal de camp en décembre 1744 par brevet du 2 mai 1744, lieutenant général des armées du roi le 10 mai 1748.
- 14 décembre 1744 : Léon Anne, baron de Montmorency, né le 14 septembre 1705, brigadier le 20 février 1743, déclaré maréchal de camp le 16 août 1745 par brevet du 1er mai, lieutenant général des armées du roi le 10 mai 1748.
- 1er juin 1748 : Anne Léon de Montmorency, marquis de Fosseuse, fils du précédent, né le 11 août 1731, brigadier le 20 février 1761, maréchal de camp le 25 juillet 1762.
- 25 juillet 1762 : N., comte de Saint-Chamans.
- 1770 : N., marquis d’Houdetot.
- 1780 : N., marquis d’Averne.
- 1784 : N., comte de Harville.

### Compagnie des Chevau-légers de La Reine
Créée en 1660 par Louis XIV pour la reine Marie-Thèrèse d’Autriche.
Licenciée le 1er mars 1763 par incorporation dans la compagnie de Gendarmes de La Reine.

#### Capitaines-lieutenants
- 13 juin 1661 : N., marquis de Villiers.
- 1671 : N., marquis de Fervacques.
- 7 avril 1676 : Bernardin Cadot, marquis de Sebbeville, brigadier le 20 janvier 1678, maréchal de camp le 24 août 1688, mort le 11 novembre 1712 âgé de 70 ans.
- juin 1692 : N., marquis d’Ancezune de Caderousse.
- 20 avril 1699 : Charles Louis Cadot, chevalier puis comte de Sebbeville, brigadier le 29 janvier 1702, maréchal de camp le 26 octobre 1704, lieutenant général des armées du roi le 29 mars 1710, mort le 1728.
- avril 1707 : N. d’Héricy, marquis d’Estréhan.
- 1709 : N., marquis de Buzenval.
- 1716 : N., comte de Fargis.
- 25 mars 1734 : Alexandre Nicolas de la Rochefoucauld, marquis de Surgères, né le 20 janvier 1709, 20 février 1743, déclaré maréchal de camp en novembre 1745 par brevet du 1er mai, déclaré lieutenant général des armées du roi en décembre 1748 par pouvoir du 10 mai, mort le 29 avril 1760.
- 25 avril 1742 : Jacques Robert d’Héricy, marquis d’Estréhan, brigadier le 20 février 1743, maréchal de camp le 1er mai 1745, déclaré lieutenant général des armées du roi en décembre 1748 par pouvoir du 10 mai[3].
- 1er décembre 1745 : Pierre Paul, marquis d’Ossun, né le 29 janvier 1713, brigadier le 10 mai 1747, maréchal de camp le 20 février 1761.
- 20 février 1761 : Gaspard, marquis de Sommyèvres.

### Compagnie des Gendarmes dauphins
Louis XIV crée cette compagnie en 1666 sous le nom du Dauphin.

#### Capitaines-lieutenants
- 13 décembre 1665 : Henri Louis d’Aloigny, comte de Rochefort, brigadier le 13 décembre 1665, maréchal de camp le 1er janvier 1668, lieutenant général des armées du roi le 15 avril 1672, maréchal de France le 30 juillet 1675, mort le 22 mai 1676
- 4 septembre 1669 : Philippe Auguste Le Hardy, marquis de Latrousse, brigadier le 30 juillet 1672, maréchal de camp le 2 avril 1675, lieutenant général des armées du roi le 25 février 1677, mort le 10 octobre 1691.
- mai 1690 : N., chevalier de Soyecourt.
- 16 août 1690 : François de Saillant, comte d’Estaing, baptisé le 11 octobre 1654, brigadier le 28 avril 1694, maréchal de camp le 29 janvier 1702, lieutenant général des armées du roi le 10 février 1704, mort le 20 mars 1732.
- 18 avril 1713 : Louis Pierre Joseph d’Esparbès de Lussan , comte de Jonzac, brigadier le 20 février 1734, maréchal de camp le 1er mars 1738, mort le 3 juin 1750, âgé de 59 ans.
- 16 avril 1738 : Jacques Tanneguy Le Veneur, marquis de Tillières, né le 17 novembre 1700, brigadier le 1er janvier 1740, déclaré maréchal de camp en novembre 1744 par brevet du 2 mai.
- 14 décembre 1744 : Charles François Gabriel de Hallancourt, marquis de Drosmesnil.
- 1er janvier 1748 : Hilaire Rouillé, marquis de Rouillé du Coudray, brigadier le 10 mai 1748, maréchal de camp le 20 février 1761.
- 20 février 1761 : N., baron de Choiseul Bussière.
- 1776 : N., marquis de Mirville.
- 1780 : N., comte d’Herculais.
- 1783 : N., comte de Lambertye.
- 1784 : N., comte d’Argenteuil.
- 1786 : Ferdinand, comte de Moyria-Châtillon.

### Compagnie des Chevau-lanciers dauphins
Louis XIV crée cette compagnie en 1662 peu de temps après la naissance du Dauphin le 1er novembre 1661.

#### Capitaines-lieutenants
- 28 janvier 1663 : N. de La Baume Le Blanc, marquis de La Vallière.
- 1670 : N. de Monstiers, comte de Mérinville.
- 1674 : N. de Mornay, comte de Villarceau.
- 1677 : N. de Mornay, marquis de Villarceau.
- 1690 : N. du Caylar de Saint-Bonnet, marquis de Toiras.
- 1691 : N., marquis d’Urfé.
- 1693 : N. de Hallancourt, marquis de Drosmesnil.
- 1703 : N., marquis d’Auvet.
- 2 avril 1727 : Henri Louis de Fleury, marquis d’Argouges.
- 16 avril 1738 : Louis Nicolas Victor de Félix d’Ollières, marquis du Muy , maréchal de France en 1775, mort le 10 octobre 1775.
- 14 décembre 1744 : Pierre Charles François d’Esparbès de Lussan d’Aubeterre, comte de Jonzac.
- 17 mai 1749 : Henri Charles de Thiard de Bissy, chevalier de Bissy puis comte de Thiard en novembre 1752 par mariage, né le 7 janvier 1723, déclaré brigadier en janvier 1749 par brevet du 10 mai 1748, maréchal de camp le 19 avril 1760, lieutenant général des armées du roi le 25 juillet 1762, mort le 26 juillet 1794.
- 19 avril 1760 : Louis Agathon, comte de Flavigny.
- 11 janvier 1762 : Claude Antoine Félix Colbert, marquis de Torcy.

### Compagnie des Gendarmes de Bretagne
Louis XIV crée cette compagnie en 1690 sous le nom de Monseigneur le duc de Bourgogne ; renommée Second dauphin, puis au nom de Monseigneur le premier duc de Bretagne, né le 25 juin 1704.

#### Capitaines-lieutenants
- 30 août 1690 : N., marquis de Virieu.
- 1695 : N. Collin, comte de Mortagne.
- 1701 : N., marquis de Gassion.
- 1704 : Charles Gabriel de Belzunce, marquis de Castelmoron.
- 1712 : N., marquis de Trudaine.
- 12 octobre 1730 : Marc Antoine Front Beaupoil de Sainte-Aulaire, marquis de Lanmary, né le 25 octobre 1689, brigadier le 20 février 1734, maréchal de camp le 1er mars 1738, lieutenant général des armées du roi le 1er janvier 1748, mort le 24 avril 1749 en Suède.
- 16 avril 1738 : N., marquis de Marivault.
- 22 avril 1744 : François Gilbert Colbert de Saint-Pouanges, marquis de Chabannais, né le 7 novembre 1705, brigadier le 20 février 1743, déclaré maréchal de camp en novembre 1745 par brevet du 1er mai.
- 1er décembre 1745 : Marie Joseph François Walter, comte de Lutzelbourg, déclaré brigadier le 16 août 1745 par brevet du 1er mai, déclaré maréchal de camp en décembre 1748 par brevet du 10 mai, lieutenant général des armées du roi le 17 décembre 1759, mort le 17 janvier 1762.
- 1er février 1749 : Michel Pierre François de Fleury, comte d’Argouges, brigadier le 10 mai 1748, maréchal de camp le 20 février 1761.
- 1761 : N., marquis de Castellane.
- 1762 : N. de Montesquieu, marquis de Roquefort.
- 1771 : N., marquis d’Averne.

### Compagnie des Chevau-lanciers de Bretagne
Louis XIV crée cette compagnie en 1690 pour Monseigneur le duc de Bourgogne ; renommée Second dauphin, et ensuite pour le duc de Bretagne.

#### Capitaines-lieutenants
- 1690 : chevalier de Saint Saëns.
- 1692 : marquis de Béthisy.
- 1693 : chevalier de Guénégaud Plancy.
- 1706 : comte de Beauvau.
- 1710 : marquis de Grossolles Flamarens.
- 1716 : marquis de Breteuil.
- 25 mars 1734 : Jacques Tanneguy Le Veneur, marquis de Tillières, né le 17 novembre 1700, brigadier le 1er janvier 1740, déclaré maréchal de camp en novembre 1744 par brevet du 2 mai.
- 1738 : comte de Choiseul.
- 1er mai 1742 : Louis, marquis de Colbert-Lignières, né le 8 avril 1709, déclaré brigadier en novembre 1744 par brevet du 2 mai, maréchal de camp le 1er janvier 1748, mort le 24 juillet 1761.
- 1745 : marquis de Lespérout.
- 1747 : chevalier de Bissy.
- 1748 : comte d’Herbouville.
- 1759 : marquis de Torcy.
- 1762 : comte de Saint Chamans.

### Compagnie des Gendarmes d’Anjou
Louis XIV crée cette compagnie en 1669 pour Monseigneur le duc d’Anjou, son second fils, né le 5 août 1658 et mort le 10 juillet 1671, ensuite pour Philippe duc d’Anjou en 1683, devenu roi d’Espagne.

#### Capitaines-lieutenants
- 1669 : Florimond Ier Brûlart de Genlis (1602-1685), marquis de Genlis.
- 1696 : comte de Beaujeu.
- 1703 : marquis de Latour.
- 1715 : marquis de Saint Pierre.
- 1725 : comte de Saulx Tavannes.
- 1735 : baron de Montmorency.
- 1er décembre 1745 : Hilaire Rouillé, marquis de Rouillé du Coudray, brigadier le 10 mai 1748, maréchal de camp le 20 février 1761.
- 1748 : comte de Flavigny.
- 1760 : marquis de Lyons.
- 1762 : marquis d’Houdetot.

### Compagnie des Chevau-lanciers d’Anjou
Louis XIV crée cette compagnie en 1689 pour Monseigneur le duc d’Anjou, devenu roi d’Espagne.

#### Capitaines-lieutenants
- 1690 : comte de Rosamel.
- 1693 : comte de Ségur.
- 1701 : marquis de Lignières.
- 1702 : marquis de Soudé.
- 1711 : comte de Saulx Tavannes.
- 1716 : comte de Guines.
- 1720 : marquis de Menou.
- 1729 : marquis de Brancas.
- 1734 : chevalier d’Aguesseau.
- 25 novembre 1734 : Alexandre de Saint-Quintin, marquis de Saint-Quintin puis comte de Blet en 1730, brigadier le 20 février 1743, déclaré maréchal de camp le 1er juin par brevet du 1er mai, mort le 23 février 1748 âgé de 46 ans.
- 1740 : marquis de Drosmesnil.
- 1744 : comte d’Entraigues.
- 1749 : comte de Clermont.
- 1760 : comte de Canisy.
- 1762 : comte d’Aigreville.

### Compagnie des Gendarmes de Berry
Louis XIV crée cette compagnie en 1690 pour Monseigneur le duc de Berry, son troisième petit-fils.

#### Capitaines-lieutenants
- 1690 : marquis de Virville.
- 1702 : Pierre-François Brûlart de Genlis (1648-1733)[Note 2],[4].
- 1703 : marquis de Messelière.
- 1706 : marquis de Roquelaure.
- 1708 : marquis de Ryans.
- 1712 : marquis de Crécy.
- 1718 : marquis de Pellevé.
- 1733 : marquis du Muy.
- 1738 : marquis de Mailly.
- 1742 : marquis de La Chèze.
- 1748 : comte d’Houdetot.
- 1761 : marquis de Preissac.

### Compagnie des Chevau-légers de Berry
Louis XIV crée cette compagnie en 1690 pour Monseigneur le duc de Berry, son troisième petit-fils.

#### Capitaines-lieutenants
- 1690 : marquis de Kérouartz.
- 1703 : marquis de Balzac Illiers.
- 1715 : comte de Beauvoir Chatellux.
- 1723 : marquis de Fleury Argouges.
- 1727 : comte de Cernay.
- 1734 : comte de Chaumont.
- 14 décembre 1744 : Pierre Paul, marquis d’Ossun, né le 29 janvier 1713, brigadier le 10 mai 1747, maréchal de camp le 20 février 1761.
- 1745 : vicomte de Courtomer.
- 1749 : marquis de Crussol.
- 1759 : marquis de Raffetot.
- 1761 : comte d’Auvet.

### Compagnie des Gendarmes d’Orléans
Louis XIV crée cette compagnie en 1647 pour Monsieur Philippe duc d’Orléans, qui n’avait alors que sept ans.

#### Capitaines-lieutenants
- 1647 : N., comte de Montignac.
- 1747 : N., marquis de La Roque.
- 1667 : N., comte de Beauvau.
- 1677 : N., marquis de Beauvau.
- 1684 : N., baron de Salhart.
- 1690 : N., comte de Sassenage.
- 1694 : N., comte de Saint Christophe.
- 1705 : N., marquis de Mauny d’Estampes.
- 6 août 1715 : Marie Joseph de Brancas, marquis d’Oyse.
- 25 novembre 1734 : Jacques Robert d’Héricy, marquis d’Estréhan, brigadier le 20 février 1743, maréchal de camp le 1er mai 1745, déclaré lieutenant général des armées du roi en décembre 1748 par pouvoir du 10 mai.
- 30 mai 1742 : René Ismidor Nicolas Prunier, comte de Saint André.
- 14 décembre 1744 : Louis Nicolas, marquis d'Auvet, déclaré brigadier le 16 août 1745 par brevet du 10 mai, déclaré maréchal de camp en décembre 1748 par brevet du 10 mai, lieutenant général des armées du roi le 17 décembre 1759.
- 1er janvier 1748 : marquis d’Oisy.
- 20 septembre 1758 : Joseph Marie, comte de Lordat.
- 21 août 1759 : Ambroise Joseph François Dulcenc, marquis de Boisse.
- 20 février 1761 : Louis Pierre Antoine d'Espeuilles, comte de Jaucourt.
- mai 1763 : N., marquis de Fougières.
- 1764 : N., marquis de La Tournelle.
- 1769 : N., marquis de Sabran.
- 1771 : N. de Chapt, comte de Rastignac.

### Compagnie des Chevau-légers d’Orléans
Louis XIV crée cette compagnie en 1647 pour Monsieur Philippe duc d’Orléans, et l’unit en 1677 au corps de la Gendarmerie, ayant été de la Maison de Monsieur.

#### Capitaines-lieutenants
- 1655 : marquis de Valsemé.
- 1688 : marquis de Valsemé.
- 1706 : chevalier de Montmain.
- 1725 : comte de Mainville.
- 1734 : marquis de Pomponne.
- 1738 : marquis de Moussy.
- 1743 : marquis de Poulpry.
- 1746 : comte de Lannoy.
- 12 septembre 1754 : Claude Charles Louis Destutt, marquis de Tracy, né en 1723, brigadier le 10 février 1761, maréchal de camp le 25 juillet 1762.
- 1759 : comte de Fougières.

## Combats et batailles
- 1740-1748 : Guerre de Succession d'Autriche
  - 1745 :
    - 11 mai Bataille de Fontenoy